# 7e régiment de chasseurs à cheval
Das 7e régiment de chasseurs à cheval (Régiment Chasseurs de Picardie) war 1727 im Königreich Frankreich während des Österreichischen Erbfolgekrieges als Regiment leichter Kavallerie aufgestellt worden. Es stand unter verschiedenen Bezeichnungen und Funktionen bis zur Auflösung 1993 im Dienst.

## Formationsgeschichte
- 1727:

Der König gestattete mehreren Adeligen, auf eigene Rechnung aus Infanterie und Dragonern bestehende Freikompanien unter der Bezeichnung „Compagnies Franches“ aufzustellen. Die Stärke variierte jeweils nach den augenblicklichen Bedürfnissen. Da diese Verbände nicht an größeren Kampfhandlungen beteiligt waren, ist die Quellenlage dazu sehr dünn.
- 1745:

Mit königlicher Anordnung wurden die Einheiten unter dem Namen Volontaires Royaux (Königliche Freiwillige) zusammengefasst, und der Capitaine Jacob als Kommandant einer der Escadrons wurde zum Mestre de camp (also zum Kommandanten) bestimmt.
- 1747:

Umbenennung in Légion Royale
- 1766:

Bei den Dragonern wurden erstmals die Capitaines Messey, Feuillet, d’Arvans, Galbun, Dartaize, Malvoisin, l’Egrevisse und Labruyère auf der Soldliste geführt.
- 1768:

Die Anordnungen vom Mai und September führten zu einer Aufstockung der Grenadierkompanien um je 23 Mann und der Füsilierkompanien um je 61 Mann.
- 1769:

Die Legion wurde zur Expedition nach Korsika eingeteilt. Dieser Feldzug war geprägt von Hinterhalten und Gefechten, in denen die Legion ihre mutige Tradition fortsetzen konnte, durch die sie sich während des Siebenjährigen Krieges einen Namen gemacht hatte.
- 1770:

Nach der Rückkehr nach Frankreich wurde die Einheit zunächst im gleichen Jahr nach Bar-le-Duc, 1772 nach Mouzon und 1775 nach Sarreguemines verlegt.
Mit Befehl vom 25. März 1778 wurden die sechs Legionen – „Royale“, „Flandre“, „Lorraine“, „Condé“, „Soubise“ und „Dauphiné“ – aufgelöst. Die Dragoner der vormaligen Legionen bildeten vier Escadrons „Chasseurs à cheval“, welche dann als 5. Escadron in die Dragonerregimenter Colonel Général, Mestre de Camp, Royal und du Roy eingegliedert wurden.
- 29. Januar 1779:

Mit Anordnung wurden die vier Escadrons wieder von den Dragonerregimentern abgezogen und zur Aufstellung des „1er régiment de chasseurs“ verwendet. Die Aufstellung erfolgte in Besançon, jede Escadron bestand aus sechs Offizieren und 168 Reitern.
Stellenbesetzung bei der Aufstellung 1779:
- Stab:

Mestre de camp: Marquis de Cellier
Mestre de camp-lieutenant: Vicomte de Toulongeon
Major: Chevalier de Biencourt (Chef der Regimentsverwaltung)
Quartier Mestre Trésorier: Baudard (Quartier- und Zahlmeister)
- Capitaines commandants:

de l’Ecrevisse, de la Barollière, de Rainville, de Marchal, Mathis, Chevalier de Saon, Chevalier de Valéry, Schinaget
- Premier lieutenants:

Peclos, André, de Raiville, Auder, de Richeville, de Sennecé, Chevalier de Romance, Desmaret
- Sous-lieutenants:

de Sevaistre, Guerpel, de Gauffre, de Lalonde, de Borde, de Normond, de Brachet, Soyer
- 1781:

Verlegung nach Jussey, wo das Kommando von Marquis de Cellier an den Baron de Klingin (oder Glingin) überging. Im folgenden Jahr wurde Garnison in Neuf-Brisach und 1783 in Sarreguemines bezogen.
- 8. August 1784:

In das Regiment wurde ein Bataillon Chasseurs à pied (Jäger zu Fuß) zu vier Kompanien eingegliedert. Es wurde daraufhin in „Régiment de chasseurs d’Alpes“ umbenannt. Unter dem neuen Kommandanten Colonel Baron de la Ferronnays verlegte es 1785 nach Ancenis, 1786 nach Calais und 1787 nach Landrecies.
- 17. März 1788:

Mit Anordnung wurden sechs Dragonerregimenter in Chasseurs à cheval umgewandelt. Sie erhielten die Nummern 1 bis 6, das bisherige „Régiment de chasseurs d’Alpes“ wurde in Douai zu einem Régiment de chasseurs à cheval umgewandelt und erhielt als Nr. 1 den Namen „Chasseurs de Picardie“, den es bis 1788 und von da an nur noch als Zusatzbezeichnung bis 1791 führte.
Stellenbesetzung am 17. März 1788:
- Stab:

Colonel: Comte de Rurange de Rederquen
Colonel-lieutenant: de Bellerose
Major: Chevalier de Biencourt
2. Major: Vicomte de Caramau
Trésorier: Baudard
- Capitaines:

de l’Ecrevisse, de Rainville, de Marchal, Comte de Doulcet, Chevalier de Bidée, Chevalier de Cloche
- Capitaines en second:

de la Rochetulaye, André, Comte de Ploue, Ferre de Nuys, Durr, de Chaponay
- Lieutenants:

de Massey, de Sennecé, de Gaufre, de Brachet, Duchevreux, de Nollent, Soyer, de Caneau, le Clerc, l’Echautier, de la Goutte, de la Fournière
- Sous-lieutenants:

de Fray, de Bellevue, Davrille, de Lalonde, de Landemont, d’Aussigne, de Montbreil, Tugnat, de Kerquiamar
- Offiziersreserve:

Capitaines: Paris de Tufaut, d’Andigne, Vicomte de Cosnac, de Lomente
Lieutenants: le Normand, de Guitry, de Rouzet, de la Chevalerie, de Seguet-Bouzely
- 1788:

Umbenennung in 7e régiment de chasseurs à cheval (Douai). Auch noch weiterhin als Chasseurs de Picardie bezeichnet.
Das Jahr 1792 brachte einschneidende Veränderungen im Zuge der Revolution mit sich, was die Zusammensetzung des Offizierskorps betraf. Der revolutionäre Aufruhr war in der Armee wie überall zu spüren. Mit dem Gesetz vom 5. August 1791 wurde die Ernennung der Capitaines und Lieutenants neu geregelt, an die Stellen der entlassenen Offiziere rückten Unteroffiziere und Söhne revolutionärer Bürger nach. Es spielte dabei keine Rolle, ob letztere ungediente Leute waren oder nicht.
- 1814:

im Zuge der Restauration Umbenennung in Chasseurs d’Orléans
- 1815:

während der Herrschaft der Hundert Tage wieder 7e régiment de chasseurs à cheval
- 16. Juli 1815:

per königlicher Anordnung in Straßburg aufgelöst
- 1816:

Wiederaufstellung als „Chasseurs de Corrèze“
- 1825:

Umbenennung in 7e régiment de chasseurs à cheval
- 19. Februar 1831:

Umbenennung des 7e régiment de chasseurs à cheval in 2e régiment de chasseurs à cheval. Das 12e régiment de chasseurs à cheval wurde zum neuen 7e régiment de chasseurs à cheval.
- 1939:

Der Regimentsverband wurde aufgelöst, die Escadrons zu den Aufklärungsgruppen der Armeekorps und Divisionen abgestellt.
- 1940:

Nach dem Waffenstillstand von Compiègne blieb die Einheit bestehen und wurde der sogenannten Waffenstillstandsarmee der Vichy-Regierung zugebilligt und in Nîmes stationiert.
- 1942:

Nach dem Einmarsch der deutschen Wehrmacht in das bis dahin unbesetzte Frankreich (Unternehmen Anton) wurde die noch bestehende französische Armee aufgelöst.
- 1. Juni 1963:

Das 7e régiment de chasseurs d’Afrique wurde in 7e régiment de chasseurs à cheval umbenannt.
- 1. Juni 1964:

Das 7e régiment de chasseurs à cheval wurde in 5e régiment de dragons umbenannt.
- 1. Juli 1964:

Das 29e régiment de dragons übernahm nach seiner Rückkehr aus Algerien Anfang Mai in Arras die Bezeichnung 7e régiment de chasseurs à cheval
- 30. Juni 1993:

Auflösung

## Uniformen

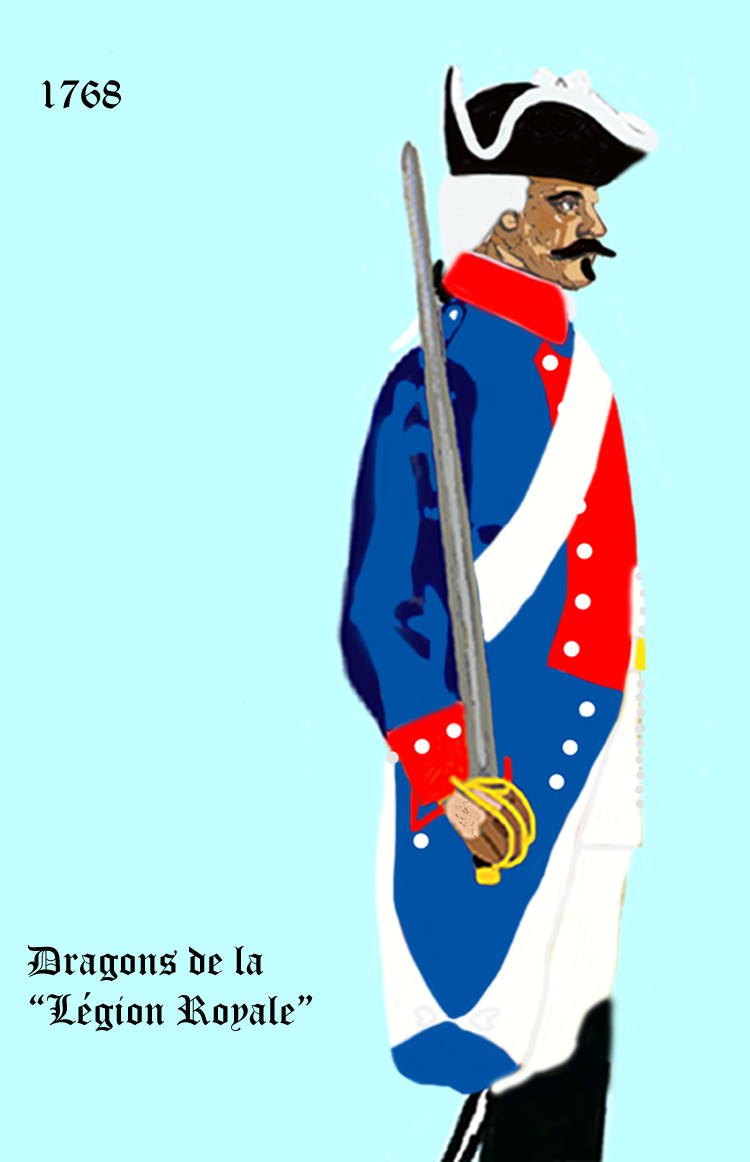
Dragoner der Légion royale 1768
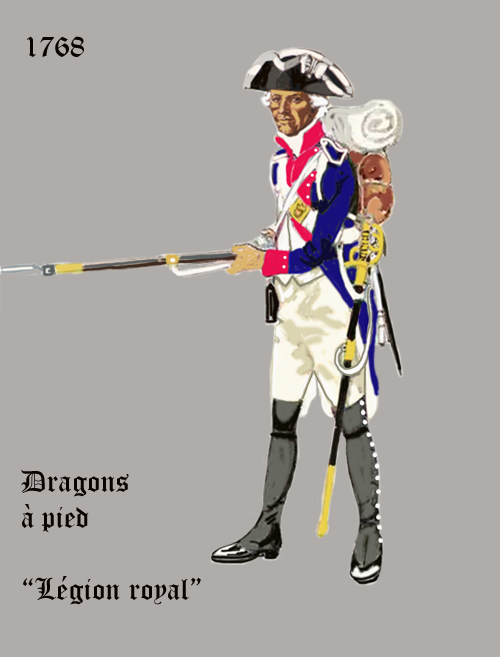
Dragoner zu Fuß der Légion royale 1768
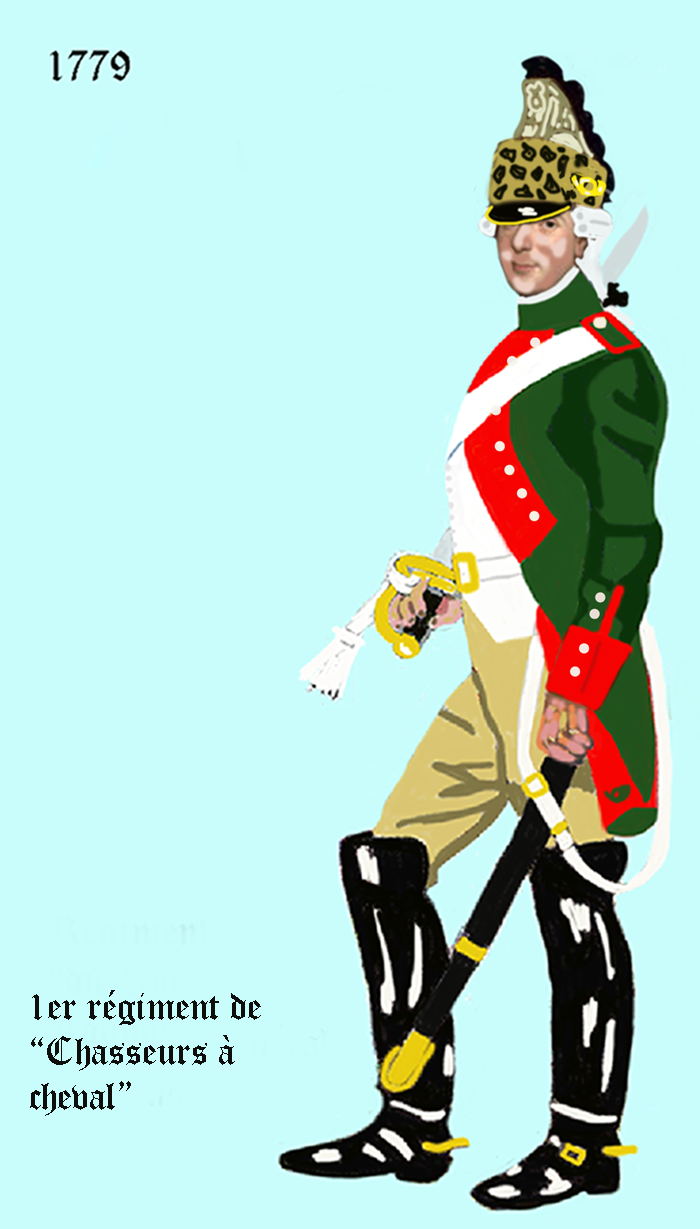
1er régiment de chasseurs à cheval 1779
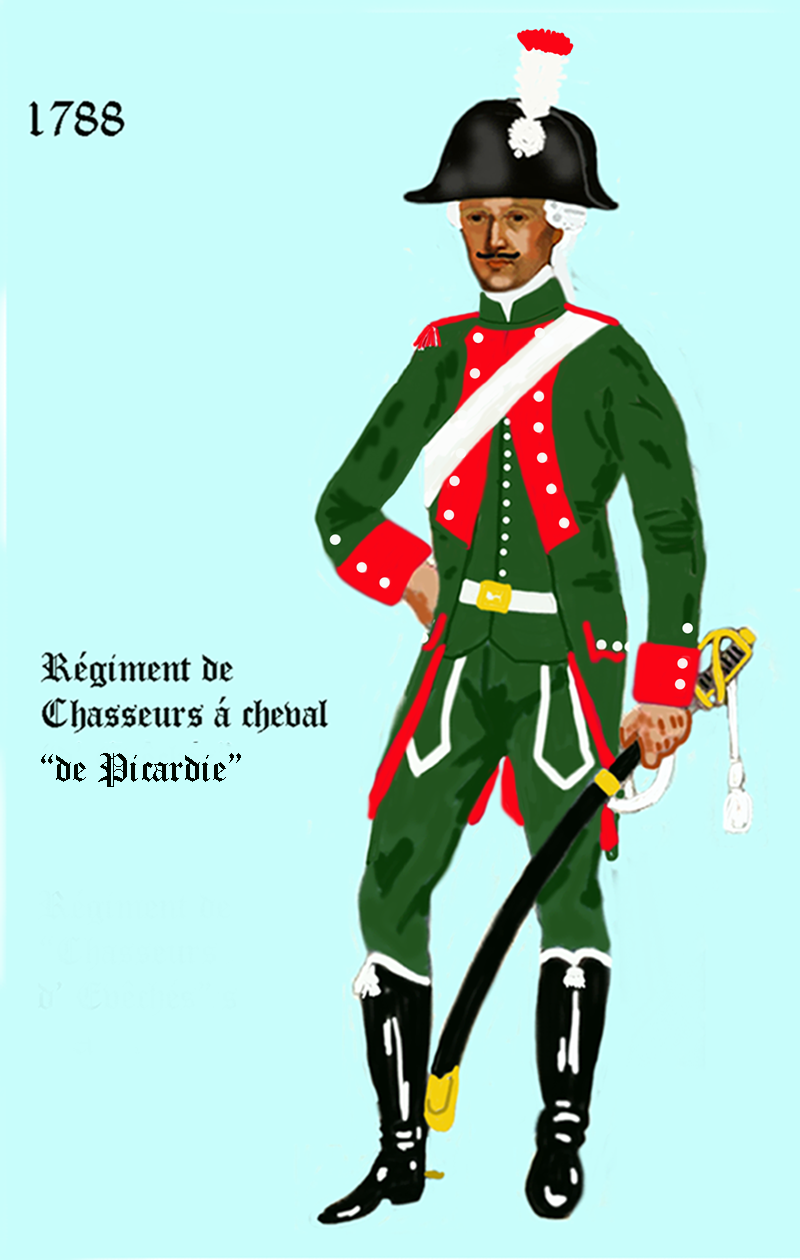
Chasseurs de Picardie 1788
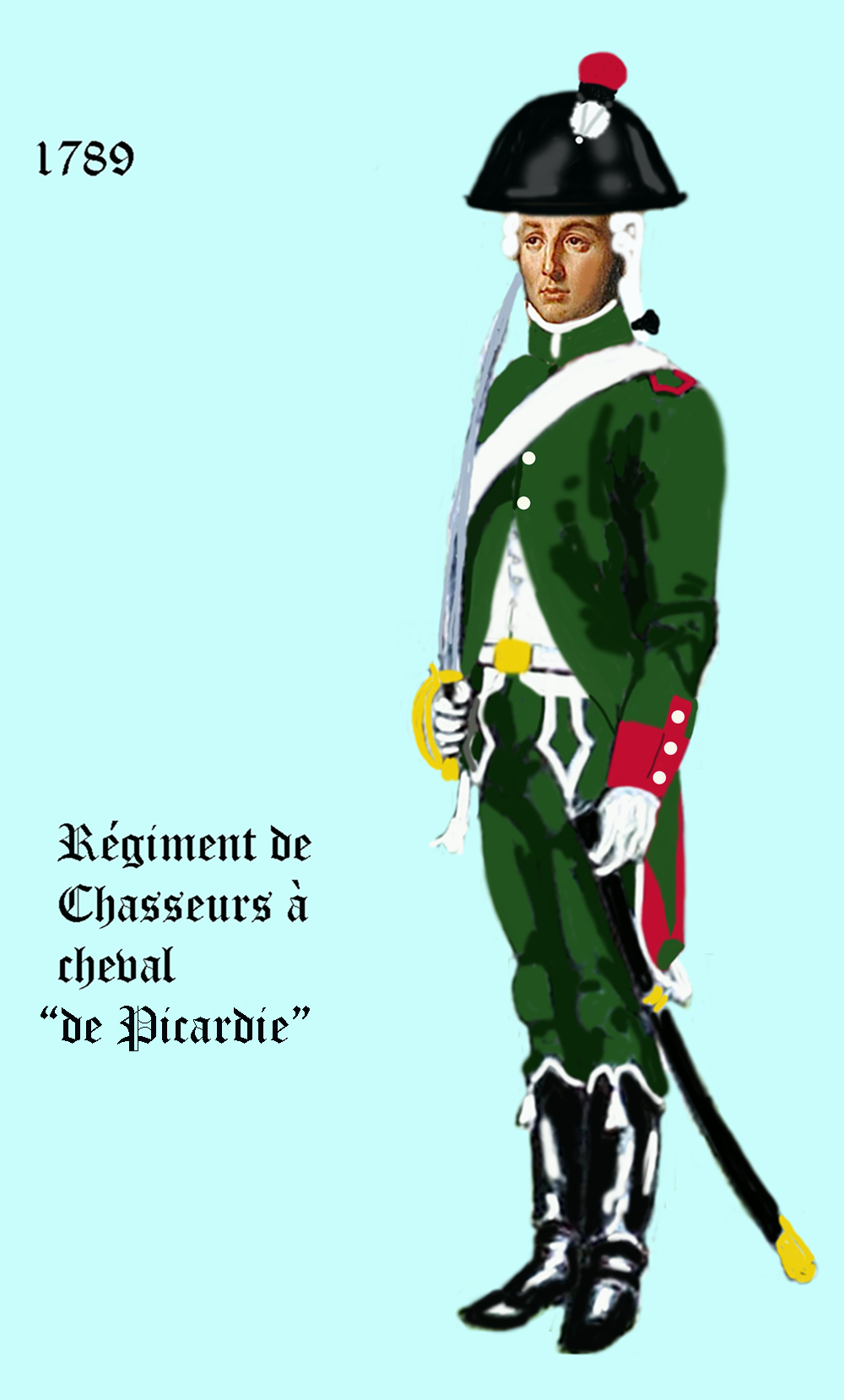
Chasseurs à cheval de Picardie 1789
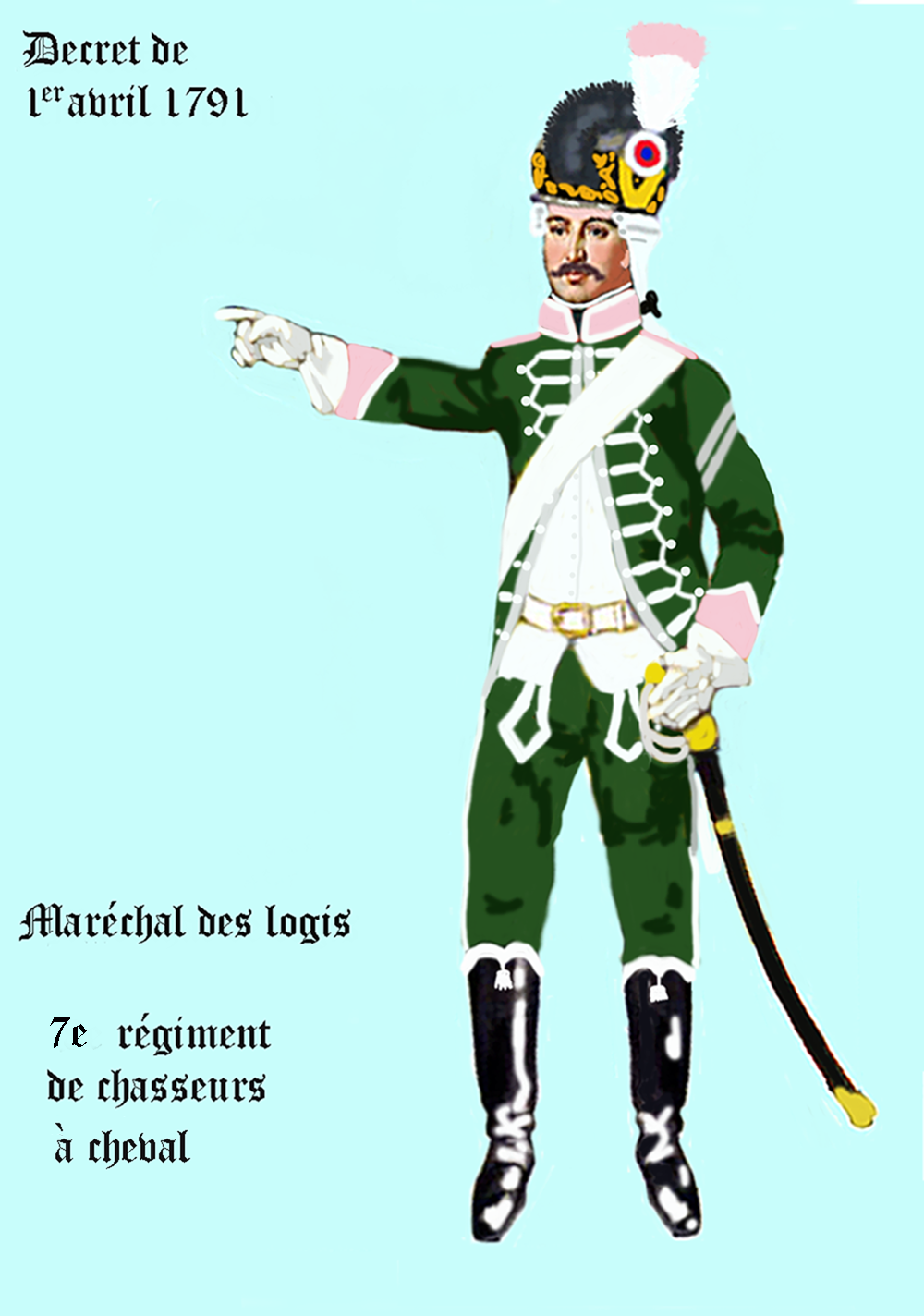
7e régiment de chasseurs à cheval 1791
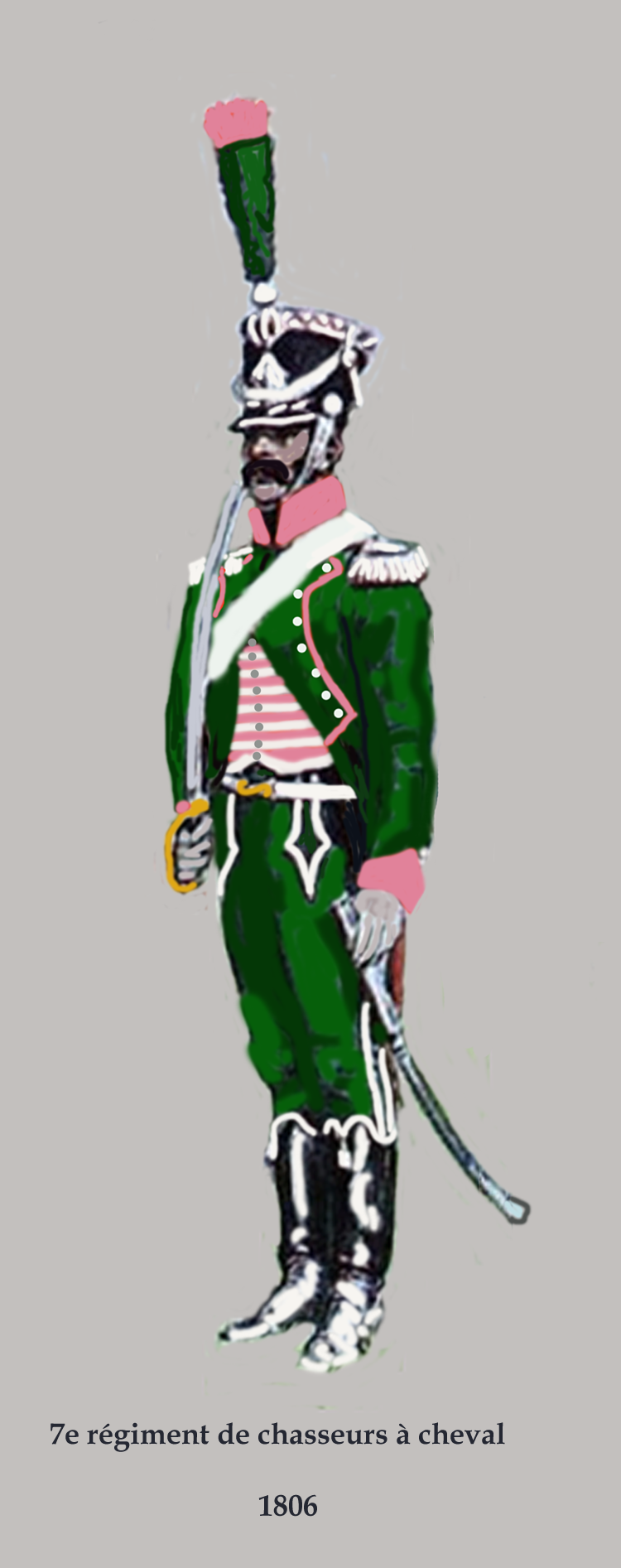
7e régiment de chasseurs à cheval 1806
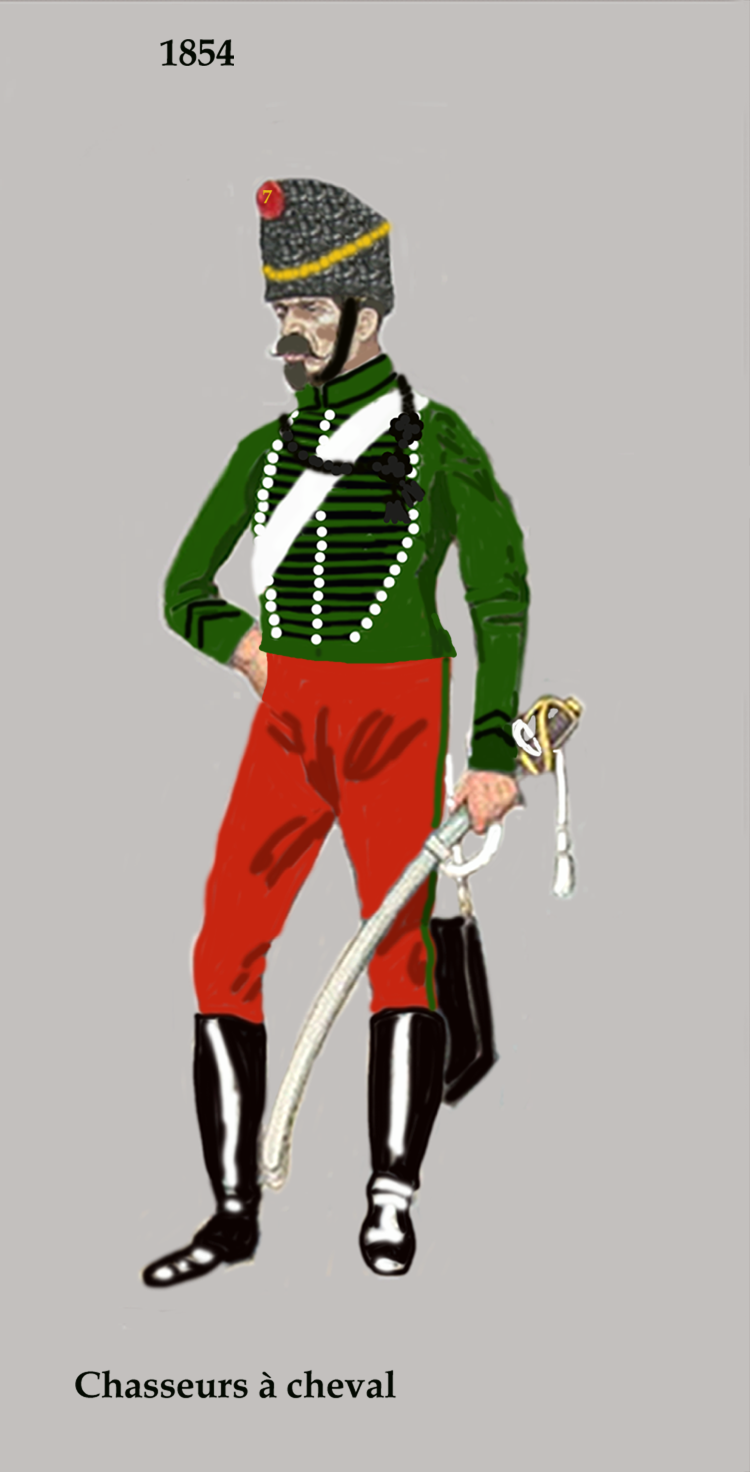
7e régiment de chasseurs à cheval 1854

## Garnisonen
- März 1788 bis 1791: Douai
- 1791 bis 1792: Haguenau
- 1792: Schlettstadt
- 1802 bis 1803: Brest (Finistère)
- 1817 bis 1818: Libourne
- 1825 bis 1830: Nîmes
- 1830 bis 1838: abwechselnd Sarreguemines, Maubeuge, Chartres, Poitiers, Belfort
- 1838 bis 1848: Carcassonne
- 1848 bis 1862: Arras
- 1862 bis 1865: Libourne
- 1873 bis 1874: Libourne
- 1874 bis 1913: Rouen (Caserne Richepanse)
- 1913 bis September 1939: Évreux
- September 1940 bis 27. November 1942: Nîmes
- Juni 1963 bis Mai 1964: Friedrichshafen
- Juni 1964 bis Juni 1993: Arras

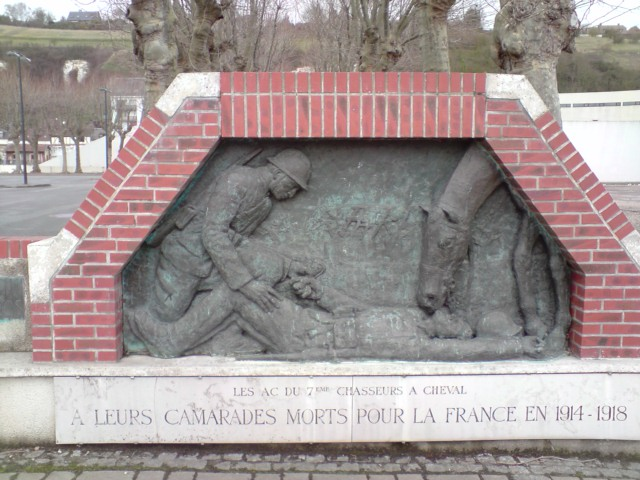
Monument des 7e régiment de chasseurs à cheval, gewidmet den Gefallenen 1914–1918 (Évreux)
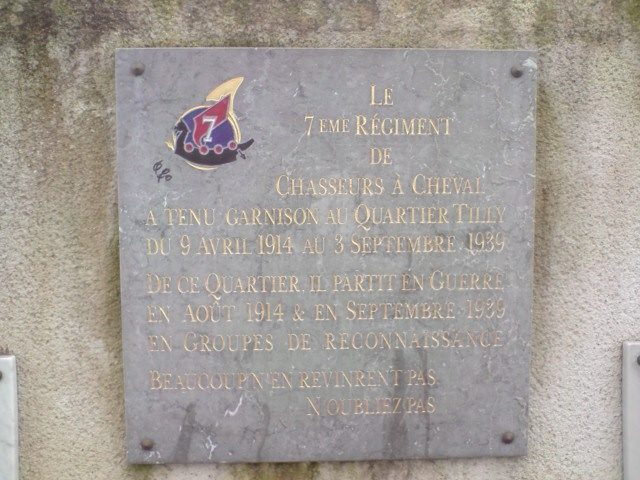
Tafel zur Erinnerung an das 7e régiment de chasseurs à cheval. Quartier Tilly in Évreux vom 9. April 1914 bis 3. September 1939.
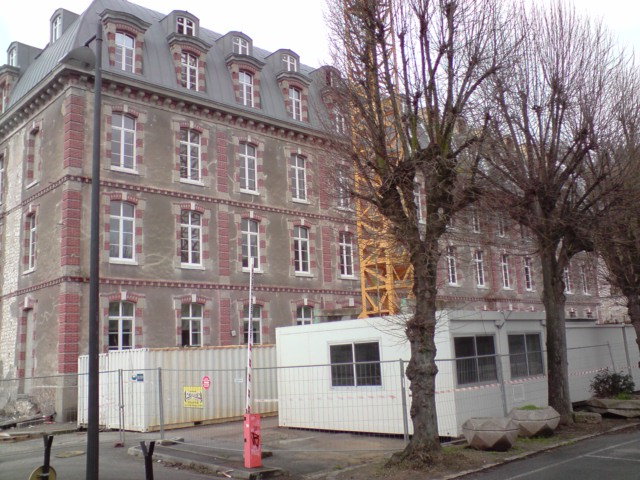
Renoviertes Gebäude im Quartier Tilly in Évreux, 2009
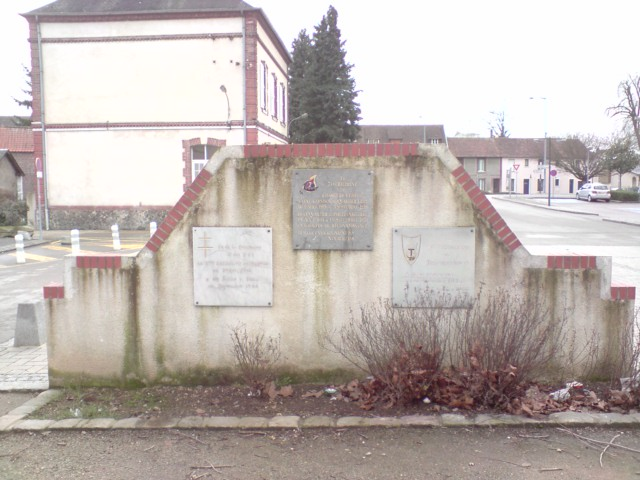
Denkmal im Quartier Tilly (Évreux)

## Kommandanten
Mestre de camp war die Rangbezeichnung für den Regimentsinhaber und/oder den tatsächlichen Kommandanten. Sollte es sich bei dem Mestre de camp um eine Person des Hochadels handeln, die an der Führung des Regiments kein Interesse hatte (wie z. B. der König oder die Königin), so wurde das Kommando dem Mestre de camp-lieutenant (oder Mestre de camp en second) überlassen. Die Bezeichnung „Colonel“ wurde von 1791 bis 1793 und ab 1803 geführt, von 1793 bis 1803 verwendete man die Bezeichnung Chef de brigade. Ab 1791 gab es keine Regimentsinhaber mehr.
| I. | II. | III. |
| --- | --- | --- |
| - 1747: Chevalier de Chabot la Serre - 1759 bis 1760: Chevalier de Chabot - 1760 bis 1761: Comte de Melfort - 1761 bis 1763: de Vallières - 1763 bis 1765: Marquis de Nicolaï - 1765 bis 1774: Comte de Coigny - 1774 bis 1776: Duc de Lauzun 1er régiment de chasseurs - 1779: de Cellier - 1780: de Glinglin Chasseurs des Alpes - 1784: de la Perronays 7e régiment de chasseurs de Picardie - 1788: le Duchat de Rurange de Rederquin Revolution und Kaiserreich - 1789: de Contades - 1791: Armand Désiré de Vignerot du Plessis - 1792: Colonel François-Charles Scheglinski - 1793: Memez - 1794: de Montbrun - 1807: Colonel Hippolyte Marie Guillaume de Piré - 1809: Colonel François Joseph Bohn - 1811 bis 1812: Colonel Alfred Armand Robert Saint-Chamans - 1812: Colonel Antoine-Charles-Bernard Delaitre - 1813: de Verdière | Chasseurs d’Orléans - 1815: de Rochambeau Chasseurs de Corrèze - 1816: Mermet - 1820: d’Argout - 1822: de Wimpfen 7e régiment de chasseurs à cheval - 1831: Jourdan - 1838: Guibout - 1843: Biziaux - 1847: Gustave Oliver Lannes de Montebello - 1851: Bergeg de Castellane - 1854: de Mirandol - 1856: Dumas - 1858: Savaresse - 1859: d’Estienne de Chaussegros - 1864: Delebec - 12. August 1866 bis 3. Oktober 1870: Thorntont - 1870: Mieulet de Richubont - 1885: du Hamel de Chanchy - 1891: René Michel Moreau - 1896: Sibone de la Moruière - 1899: du Bois de Meyrignac - 1900: Fabre - 1901: Meneust - 1902: Besset - 1907: Matuszynski | - 1914: Rey - 1916: Verdelhan des Molles - 1917: Pascal - 1918: Alquier-Bouffard - 1919: Meaudre - 1920: Delaage de Chaillon - 1925: Sagot - 1931: Petiet - 1934: Jacottet - 1936: de Montmorin de Saint-Herem - 1938 bis August 1939: Brenet - September 1940 bis 1942: Schott - 15. Februar 1964 bis 1. Juni 1964: Lieutenant-colonel Philippe Duplay - 1. Juli 1964 bis 1966: Colonel Jérôme Lévesque - 1966–1968: Colonel Paul Guillaut - 1968–1970: Colonel René Massias - 1970–1972: Colonel Lejeune - 1972–1974: Lieutenant-colonel Dumesnil-Adelée - 1974–1976: Colonel Bernard de Bressy de Guast - 1976–1978: Colonel de Belloy de Saint-Liénard - 1978–1980: Colonel Robert Baton - 1980–1982: Colonel Bernard Bonaventure - 1982–1984: Colonel Bernard Durieux - 1984–1986: Colonel Christian Loriferne - 1986–1988: Colonel Pacoret de Saint-Bon - 1988–1991: Colonel François Hudault - 1991–1993: Colonel Louis d’Astorg |

## Feldzüge

### Ancien Régime
- 1745–1748:

Einsatz im Österreichischen Erbfolgekrieg ohne bemerkenswerte Aktivitäten

#### Siebenjähriger Krieg (1756 bis 1763)
Die „Légion Royale“ verließ Metz am 16. März 1757 unter dem Kommando von Colonel de Chabot und stieß zur Hannoverarmee von Maréchal Louis-Charles-César Le Tellier. Die Operationen dieses Feldzuges waren ohne große Wirkung und bestanden lediglich aus Märschen und Machtdemonstrationen. Im offiziellen Bericht des Befehlshabers, in dem die wichtigsten Ereignisse zusammengefasst waren, fand die „Légion Royale“ nur wenig Erwähnung.
- 1757:

Nach einer Reihe von ergebnislosen Märschen im Emsland war die Légion im Frühjahr bei Bielefeld in ein Gefecht mit der Nachhut der preußischen Armee verwickelt, welches diese 200 Mann an Gefangenen und eine Reihe an Gefallenen und Verwundeten kostete.
In den Operationen, die der Kapitulation der hannoverschen Armee (Konvention von Kloster Zeven) folgten, war die Légion nahezu ständig und auch durchaus erfolgreich von Maréchal Richelieu eingesetzt, um als Vorausabteilung zu dienen oder Rückzüge zu decken.
- 1758:

Zu Beginn des Jahres musste sich die französische Armee zurückziehen. Der Colonel de Chabot war verantwortlich für die Verteidigung des Postens in Hoya, eines Übergangs über die Weser. Von überlegenen Kräften angegriffen, weigerte er sich aufzugeben, obwohl seine Grenadierkompanien auf sieben oder acht Mann reduziert waren. Der Fürst von Braunschweig, als Kommandant der gegnerischen Truppen, zollte Colonel de Chabot und seinen tapferen Truppen seinen Respekt durch Gewährung einer Kapitulation, die es ihm ermöglichte, mit Waffen und Gepäck abzuziehen. Im Juli rückte die in Köln neu organisierte französische Armee wieder vor, und das Korps Chevert, zu dem die Légion gehörte, traf am 9. Oktober in Kassel ein. Am nächsten Morgen, nach der Schlacht bei Lutterberg, schrieb Chevert über den Einsatz der Truppen des Prince de Soubise:

« J’ai été très content de nos troupes légères qui ont fait merveille. »

„Ich war sehr glücklich über unsere leichten Truppen, die Wunder vollbrachten.“

Die „Légion royale“ hatte in ihrem erfolgreichen Einsatz in der Schlacht einen Offizier (Lieutenant Mogaratte) und 15 Mann an Gefallenen verloren; drei Offiziere (die Capitaines Bertrand, Chêneville und der Lieutenant Duhagnault) und 32 Mann wurden verwundet. Für ihre Verdienste in der Schlacht wurden
- der Colonel de Chabot mit einer Pension aus der königlichen Schatulle von 1500 Livres
- der Capitaine Mustel mit 400 Livres
- die Capitaines Florimont, Duchemin, Chêneville mit 400 Livres
- der Lieutenant Duhagnault mit 400 Livres
- der Capitaine Latour mit 150 Livres bedacht.
- Der Major des Regiments im Range eines Colonel-lieutenant, Sicard, wurde zum Colonel
- der Capitaine der Grenadiere Victor zum Colonel-lieutenant befördert.
- Die Capitaines Bertrand und Feuillet wurden mit dem Ordre royal et militaire de Saint-Louis ausgezeichnet.

- 1759:

Im Juli war die Légion an der Einnahme von Münster beteiligt. Nach der Niederlage in der Schlacht bei Minden mussten sich die Franzosen zurückziehen, die Einheit von Colonel de Chabot deckte den Rückzug. Trotz heftiger wiederholter Attacken jeden Tag ließ er keinen feindlichen Erfolg zu, und die Armee konnte die Winterquartiere beziehen.
- 1760:

Bei der Wiederaufnahme der Feindseligkeiten stand die Légion unter dem Kommando des Comte de Melfort und war Teil der Vorhut des rechten Flügels der Armee. Nachdem sich die Einheit im Gefecht bei Rhadern noch einmal hatte auszeichnen können, gab es von der Einheit für den Rest dieses Krieges nichts mehr zu berichten, was von Bedeutung gewesen wäre.

#### Zwischenkriegszeit
- 1763:

Nach dem Abschluss des Friedensvertrages verließen die französischen Truppen Deutschland, als letzte Einheit die Légion Royale, die in der Festung Hüningen Garnison bezog. Im Jahre 1764 erfolgte die Verlegung nach Annonay, 1766 nach Givet und 1768 nach Tournon.

### Revolutionsarmee

#### Feldzug am Rhein (1792 bis 1793)
- 1792:

Bei Ausbruch des Krieges mit Österreich lag das Regiment unter dem Kommando von Colonel Scheglinski in Schlettstadt in Garnison. Die beiden ersten Escadrons verließen die Stadt am 26. April 1792 und verlegten in das Feldlager nach Lauterbourg, wohin die 3. Escadron im Juni folgte. Die 4. Escadron verblieb in Schlettstadt. Am 21. Oktober zogen die Chasseurs unter dem Kommando von Général Adam-Philippe de Custine in Mainz ein. Danach waren sie bei den Operationen an der Lahn eingesetzt und blieben nach dem Rückzug der französischen Truppen auf einem vorgeschobenen Posten in Kreuznach. Im Dezember wurde das Regiment durch die nachfolgende 4. Escadron komplettiert. Als Besatzung von Hochheim wurde es von den Preußen überraschend angegriffen und verlor dabei sieben Mann und 10 Pferde.
- 1793:

Im Mai war der französischen Armee nur noch die Festung Mainz geblieben, die von den Koalitionstruppen belagert wurde. Die Chasseurs konnten sich bei verschiedenen Ausfällen auszeichnen. Nach der Kapitulation erhielt die Armee freien Abzug, die 7e chasseurs wurde nach Straßburg und Nancy und im September nach Angers dirigiert. Während der Belagerung von Mainz wurde im April an der Lauter eine Armee aufgestellt, um an den Niederrhein zu ziehen. Die 5. Escadron des Regiments nahm mit 105 Reitern an den Operationen teil.
- 1764:

Die 5. Escadron wurde im Januar nach Landau in der Pfalz kommandiert, um dort in eine neu zu formierende Armee eingestellt zu werden. Die Escadron war jetzt 210 Mann stark. Am 28. September erhielt sie den Befehl, sich mit dem Regiment in Fontenay zu vereinigen.

#### Armée de Vendée
Die aus Mainz abgezogenen Truppenteile wurden in die Vendée verlegt, um die dortigen Aufstände zu bekämpfen. Das Regiment wurde hier in mehrere Détachements aufgeteilt und führte eine große Anzahl an Gefechten, so bei Cholet, Laval (Mayenne), Montaigu (Vendée), Le Mans, Dole, Savenay, Granville, Machecoul und Noirmoutier-en-l’Île.
Nach der Niederschlagung des Aufstandes wurde die hier eingesetzt gewesene „Armée de Vendée“ in „Armée de l’Océan“ umbenannt und das Regiment in Caen stationiert.
- 3. Februar 1797:

Befehl der Abkommandierung zur „Armée de Sambre et Meuse“, mit Zurücklassung eines Pelotons der 1. Escadron in Rennes

#### Armée de Sambre et Meuse
- 2. März 1797:

Abmarsch aus Caen und Ankunft am 4. April in Brüssel. Die Personalstärke betrug 38 Offiziere und 848 Reiter mit 248 Pferden. Im Juni lag das Regiment in Brügge, wo es der „24e division militaire“ unter Général Joseph Souham zugeteilt wurde. Dieser stellte hier die „Armée de Garnison“ auf, die in Brüssel, Brügge, Gent und Mons disloziert war.

### Armée d’Helvétie
- 1798:

Im April erhielt das Regiment in Brüssel den Marschbefehl zur „Armée d’Helvétie“ (Helvetische Armee). Es verließ Brüssel am 30. April und marschierte nach Zürich, wo es bis August blieb.
Zwischenzeitlich wurde das Depot von Caen nach Porrentruy, dann nach Schlettstadt und schließlich im September nach Chambéry verlegt.

#### Armée d’Italie
- 1798:

Am 28. August traf das Regiment in Mailand ein, um am 1. Oktober nach Crema verlegt zu werden. Zusammen mit dem 6e régiment de hussards und dem 11e régiment de hussards bildete es die 1. Kavalleriedivision von Général Beaumont, dann mit dem 24e régiment de chasseurs à cheval und dem 25e régiment de chasseurs à cheval die 2. Kavalleriedivision von Général Forest. Am 24. Oktober erreichte die Einheit mit einer Personalstärke von 625 Mann Bologna. Hier wurde sie der „Armée de Rome“ von Jean-Étienne Championnet zugeteilt. Bei der Einnahme von Rom am 15. Dezember konnten sich die Chasseurs mehrfach auszeichnen. Bei der Ponto-Mollo konnten 100 Reiter des Regiments eine zahlenmäßig überlegene feindliche Abteilung besiegen und dabei drei Kanonen erbeuten. Auf der Straße nach Albano griffen 200 Chasseurs eine Kolonne von 1100 Neapolitanern an und jagten sie bis Frascati vor sich her. Es wurden sechs Kanonen erbeutet. Für diese Aktion wurde der Capitaine Jacquet „auf dem Schlachtfeld“ zum Chef d’escadrons befördert. Der Maréchal des logis Durut hatte zwei feindliche Fahnen erobert und wurde dafür „auf dem Schlachtfeld“ zum Sous-lieutenant befördert. Der Lieutenant Perrol und der Maréchal des logis Dubette wurden für ihre Verdienste vom Ersten Konsul mit einem Ehrensäbel bedacht.
- 1799:

Das 7e régiment de chasseurs à cheval traf als Vorhut von Général Championnet am 23. Januar in Neapel ein, wo es sieben Kanonen und vier Standarten erbeuten sowie 1000 Gefangene machen konnte.
Weiterhin war es in diverse Gefechte verwickelt, so bei Tassarello (25. September), Gavi und Mornese (30. September) und noch einmal bei Tassarello (6. Oktober). Die Kämpfe der letzten Monate hatten den Bestand des Regiments dramatisch schrumpfen lassen, am 8. Oktober standen nur noch 54 Reiter und 44 Pferde einsatzbereit zur Verfügung. Auf Befehl von General Saint-Cyr wurden der Regimentsstab sowie nicht einsatzfähige Männer und Pferde nach Frankreich in das Depot zurückgeschickt, die restlichen Männer und Pferde blieben unter dem Kommando eines Capitaine, eines Lieutenant und eines Sous-lieutenant bei der Kampftruppe. Am 29. November standen nur noch 21 Reiter und 20 Pferde zur Verfügung, die auf andere Einheiten verteilt wurden.
Zwischenzeitlich wurde das Regiment im Depot von Chambéry neu aufgestellt. Am 8. November marschierte es nach Chalon-sur-Saône und am 22. November nach Dijon.
- 1800:

Im Mai wurde das Regiment zur „Armée de Batavie“ abkommandiert, ein Détachement von 100 Mann war zu dieser Zeit zur „Armée des Alpes“ abgestellt und verlegte im September in das Depot nach Chambéry.

#### Armée de Batavie
Bis zum 8. Mai 1800 in Dijon, verlegten die Chasseurs nach Breda, wo sie am 5. Juni eintrafen. Sie wurden der Division von Général Jacques Desjardin zugeteilt. Die Stärke lag bei 504 Mann und nur 100 Pferden.
- 1801:

Im Januar erfolgte die Verlegung nach Rouen, wo Verstärkungen eingestellt wurden, so dass sich im Frühjahr der Bestand auf 700 Mann und 900 Pferde erhöht hatte. Ohne Aktivitäten wurde das Regiment 1802 nach Vendôme und dann nach Rennes in Garnison gelegt.
- 1803:

Die 1. Escadron lag in Rennes, die 2. Escadron in Saint-Brieuc, die 3. Escadron in Fougères und die 4. Escadron in Redon.
- 1804:

Das Regiment wurde in Brest wieder zusammengeführt. Zuteilung zur Armée d’Angleterre.

### Grande Armée
- 2. Dezember 1805:

Einsatz in der Schlacht bei Austerlitz
- 14. Oktober 1806:

Einsatz in der Schlacht bei Jena und Auerstedt
Stärke des Regiments: 36 Offiziere und 627 Reiter.
Der Sous-lieutenant Framery war gefallen, die Capitaines Maugery, Walter und Royer, die
Lieutenants Ordinaire und Genevray, die Sous-lieutenants Auger, Gallet und Pinson wurden verwundet.

#### Feldzug in Polen
- 1. Dezember 1806:

Das Regiment befand sich in Gostynin.
- 6. bis 8. Dezember 1806:

Gefechte bei Gostynin und Toruń
- 22. bis 24. Dezember 1806:

Übergang über die Orla, Kämpfe bei Płock
- 1807:

Im Januar wurden Quartiere in Lotzi, Czemaïn, Koźmin Wielkopolski, Jarocin und in weiteren Dörfern an der Biała Lądecka bezogen. Am 15. Januar lag der Bestand des Regiments bei 27 Offizieren, 392 Reitern und 409 Pferden. Die 4. Escadron und das Depot befanden sich in Straßburg. Durch Nachersatz konnte die Stärke am 29. Januar auf 450 Reiter und 491 Pferde gebracht werden.
- 7./8. Februar 1807:

Verlustreicher Einsatz in der Schlacht bei Preußisch Eylau. Das Regiment nahm an der Kavallerieattacke unter Maréchal Murat teil und erlitt schwere Verluste.
- 15. Februar 1807:

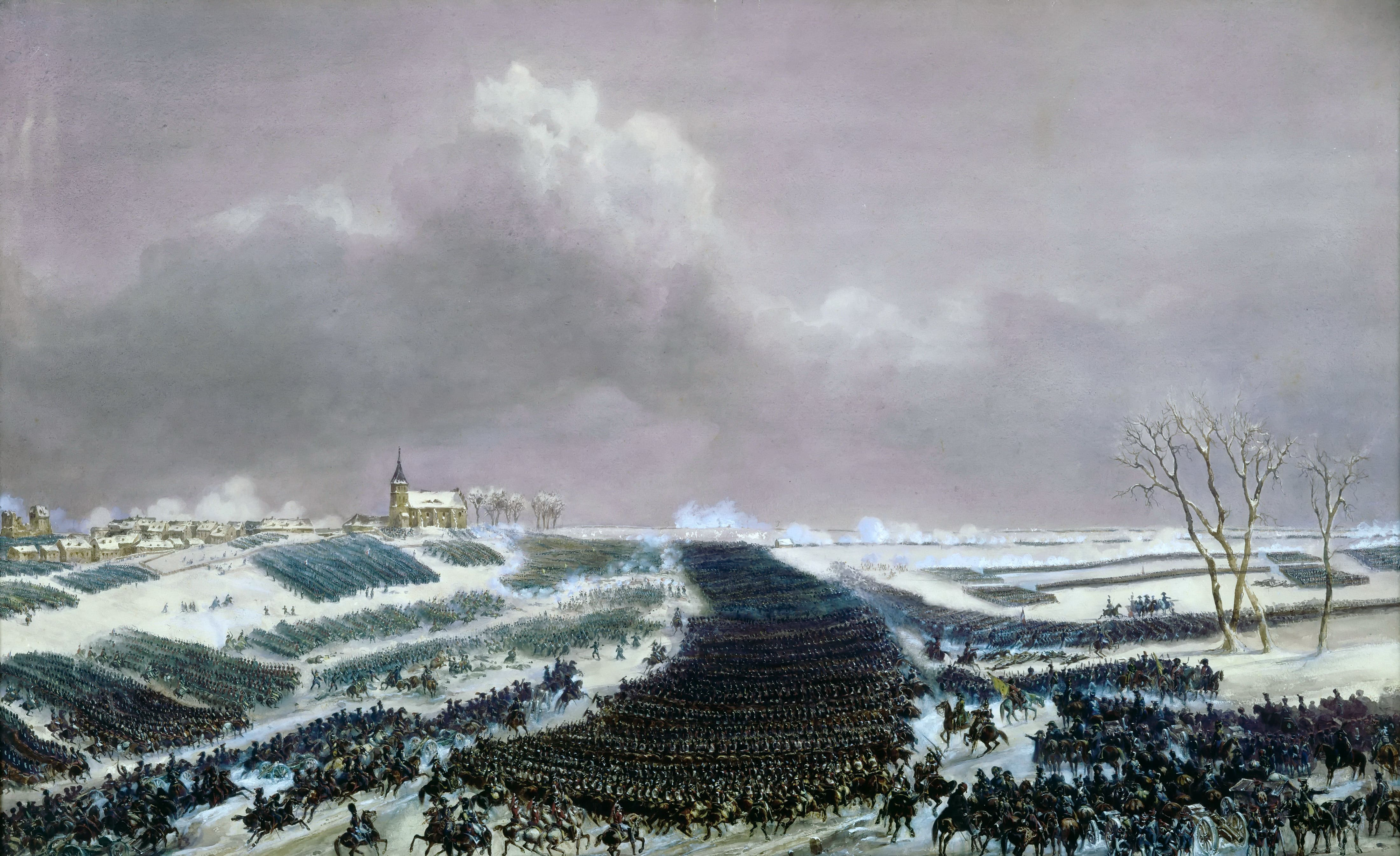
Die französische Kavallerie bei Eylau

Bei der Verfolgung der zurückgehenden Russen wurden die Chasseurs bei Warnsdorf in ein Gefecht verwickelt.
- Anfang Juni 1807:

Quartier in Elbing mit der Zuführung von Ersatz an Männern und Pferden. Das Regiment bestand jetzt aus 30 Offizieren, 445 Männern und 430 Pferden. Nach verschiedenen Gefechten und Scharmützeln wurde der Bestand am 30. Juni mit 26 Offizieren, 356 Reitern und 407 Pferden angegeben.
- 14. Juni 1807:

Einsatz in der Schlacht bei Friedland
- 21. August 1807:

Nach dem Frieden von Tilsit wurde die Einheit in Gryfów Śląski stationiert. Sie war 547 Mann und 560 Pferde stark. Neuer Kommandant war der Colonel de Pire.
- 11. November 1807:

Verlegung in die Umgebung von Danzig
- 31. August 1808:

Abmarsch nach Glogau und von dort am 11. Oktober Weitermarsch nach Bayreuth über Bautzen und Dresden

#### Feldzug in Spanien
Während sich das Regiment in Polen aufhielt, ergab sich die Notwendigkeit, eine Armee nach Spanien zu entsenden. Dazu wurde eine Kavalleriebrigade aufgestellt und dem „2e Corps d’Observation de la Gironde“ (2. Gironde-Aufklärungskorps) in Charters zugeteilt. Die Brigade bestand aus zwei Regimentern, gebildet aus jeweils der 1. Escadron des 2e, 7e, 12e und 21e régiment de chasseurs. Die Regimenter gerieten nach der Schlacht bei Bailén in Kriegsgefangenschaft. Die Offiziere wurden nach England, die Mannschaften nach Caprera gebracht. Sie konnten erst 1814 nach Frankreich zurückkehren.

#### Feldzug in Österreich
- 1809:

Im Januar lag das Regiment in Hanau und Umgebung im Quartier. Es gehörte zur 3. Brigade der Rheinarmee und stand unter dem Kommando von Colonel de Pire und den Chefs d’escadrons Hulot und Onagten. Die Stärke lag bei 762 Reitern mit 863 Pferden. Im Rahmen des Fünften Koalitionskrieges war die Einheit eingesetzt:
- 19. April 1809: Gefecht bei Pfaffenhofen an der Ilm
- 21. April 1809: Gefecht bei Landshut
- 22. April 1809: Schlacht bei Eckmühl
- 6. Mai 1809: Gefecht bei Amstetten
- 14. Juni 1809: Schlacht bei Raab
- 5. und 6. Juli 1809: Schlacht bei Wagram

Nach der Schlacht bei Znaim wurde ein Waffenstillstand abgeschlossen, der den Feldzug zunächst beendete. Am 15. Juli 1809 marschierten die Chasseurs in Richtung Wien, wurden dann aber auf Befehl von
Maréchal Oudinot nach Korneuburg in Quartier gelegt. Die Einheit bestand da aus 31 Offizieren und 489 Reitern unter dem Kommando von Colonel Montbrun.

#### Feldzug in Portugal
- 1809:

In Bayonne bildeten die beiden Escadrons des 7e régiment de chasseurs à cheval zusammen mit dem 13. und 20. Regiment die Leichte Kavalleriebrigade der Division Drouet, der gleichzeitig Oberkommandierender in den Provinzen Biscaya, Navarre und Santander war. Am 21. August verließ das Regiment Bayonne in einer Stärke von 17 Offizieren, 549 Reitern und 627 Pferden nach Vittoria. Hier wurde es mit der Brigade dem 9. Armeekorps zugeteilt und zur Verstärkung der Armee in Portugal abgestellt.
- 1810:

Einsatz bei der Belagerung von Almeida und bei der Belagerung von Ciudad Rodrigo
- 1811:

Schlacht bei Fuentes de Oñoro. Das Regiment hatte hohe Verluste. Der Bestand lag noch bei 19 Offizieren, 439 Reitern und 394 Pferden. 79 Mann lagen in den Lazaretten, ein Offizier verstarb dort. Fünf Reiter waren gefallen, und 84 Pferde wurden getötet. Im Dezember bestand das Regiment noch aus 16 Offizieren, 254 Reitern und 156 Pferden unter dem Kommando von Colonel en second Poire. Davon waren zwei Offiziere, 43 Reiter und 13 Pferde beim Generalstab, ein Offizier und 43 Reiter im Lazarett und 13 Offiziere, 168 Reiter und 143 Pferde einsatzfähig. Am 5. Dezember wurde das restliche Personal als 5. und 6. Escadron in das „13e régiment de chasseurs à cheval“ eingegliedert.

#### Russlandfeldzug
Während die 3. und 4. Escadron in Spanien eingesetzt waren, befanden sich die 1. und die 2. Escadron in Pontivy in Garnison.
- 1812:

Wegen des bevorstehenden Feldzuges nach Russland wurde im Januar ein Observationskorps (Corps d’Observation de l’Elbe) aufgestellt. Dazu gehörte die Brigade Castex mit dem 7e und 20e régiment de chasseurs à cheval. Eine Escadron des 7e RCC verließ mit 150 Mann und 300 Pferden Straßburg und traf am 28. März in Magdeburg ein, nachdem in Münster eine unberittene Abteilung des Regiments mit Pferden ausgerüstet worden war. Am 16. Mai traf das Regiment aus Berlin kommend in Warschau ein.
Kommandant: Colonel Saint-Chamans
Chef d’escadrons: Bourbet und Friedrich von Salm-Kyrburg
Gesamtbestand: 25 Offiziere, 521 Reiter und 548 Pferde
noch im Depot: 14 Offiziere, 541 Reiter und 166 Pferde
Am 24. Juni überschritt das Regiment mit der Armee den Njemen bei Kowno.
Bald darauf verließen einzelne Abteilungen das Depot, um sich dem Regiment anzuschließen. Sie marschierten zusammen mit der 4. Escadron aus Hannover nach Berlin. Um zu ihrer Einheit zu gelangen, hatten sie 293 Lieus (ca. 1170 Kilometer) in 46 Tagen (abzüglich sieben Rasttage) zurückgelegt. Das entsprach einer durchschnittlichen Tagesleistung von etwa 30 Kilometern. Am 1. Juli 1812 bestand das 7e RCC aus 23 Offizieren, 477 Reitern und 439 Pferden. Während des Marsches auf Moskau operierte es am linken Flügel der Grande Armée und war später in der Ersten Schlacht bei Polozk eingesetzt. Hier hatte das Regiment schwere Verluste zu verzeichnen und musste vor dem massiven Feuer der Russen zurückweichen. Am 31. August 1812 verfügte das 7e RCC noch über 32 Offiziere, 297 Reiter und 288 Pferde.
- Zweite Schlacht bei Polozk

Das Regiment war hier ebenfalls im Einsatz, wobei es sich so auszeichnete, dass dieses Ereignis auf der Fahne des 7e RCC verewigt wurde.
Auf dem Rückzug von Moskau wurde von einigen Offizieren, die noch über Pferde verfügten, und sechs Kompanien mit 150 einsatzbereiten Reitern eine Leibwache für den Kaiser gebildet, die als „Immortel Escadron Sacré“ (Unsterbliche, heilige Escadron) bezeichnet wurde.

#### Feldzug in Deutschland
Per Dekret vom 7. Februar 1813 wurde in Magdeburg das 2. Reserve-Kavalleriekorps aufgestellt. Es bestand aus zwei leichten Kavalleriedivisionen und einer Kürassierdivision. Das 7e RCC gehörte zur Brigade Beurmann in der Leichten Kavalleriedivision unter Général Exelmans.
Das Regiment befand sich mit 11 Offizieren, 157 Reitern und 189 Pferden am 1. Mai in Lüneburg. Am 11. Mai erreichte es Magdeburg und am 14. Mai Dessau, von wo aus es nach Bautzen weitermarschierte.
- Einsatz in der Schlacht bei Bautzen

Durch die Nachführung von Ersatz erreichte das Regiment Ende Juli eine Stärke von 36 Offizieren und 573 Reitern mit 553 Pferden. Kommandant war Colonel de Saint-Chamans.
- Einsatz in der Völkerschlacht bei Leipzig
- Der Einsatz in der Schlacht bei Hanau brachte dem Regiment eine Erwähnung auf seiner Standarte.[1]

Am 17. November 1814 war das 2. Reserve-Kavalleriekorps auf 2000 Mann zusammengeschmolzen. Aus den drei Kavalleriedivisionen des Korps waren drei sogenannte provisorische Regimenter geworden. Die vormalige 4. Kavalleriedivision bildete zwei dieser Regimenter: das erste zu 27 Offizieren und 378 Reitern, das zweite zu 35 Offizieren und 613 Reitern.
Das erste Regiment zu fünf Kompanien unter dem Colonel Sourd bestand aus den Resten des 4e, 7e und 20e chasseurs sowie des 6e lanciers. Das 7e chasseurs bildete die 2. Kompanie mit vier Offizieren (Capitaine Pouffon, Lieutenant Durlet, Sous-lieutenant Froome und Ruben) sowie 85 Reitern.
Bei der Rückkehr nach Frankreich bestand die Einheit nur noch aus 14 Offizieren, 60 Reitern und 117 Pferden.

#### Feldzug in Frankreich
Am 20. Februar ordnete Napoléon eine Reorganisation der Kavallerie an. Das 2. Kavalleriekorps wurde dem Général Comte de Saint-Germain unterstellt und bestand aus einer Kürassierdivision (Général Delort) und einer leichten Kavalleriedivision (Général Maurin). Eine der beiden Brigaden der leichten Division bestand aus Teilen des 7e, 20e, 23e und 24e chasseurs.
Einsatz in der Schlacht bei Bar-sur-Aube
Einsatz in der Schlacht bei Arcis-sur-Aube
Einsatz in der Schlacht bei Vauchamps

### Restauration
Nach der Rückkehr des Königs wurde das 7e régiment de chasseurs in „Régiment de chasseurs d’Orléans“ umbenannt und nach Straßburg verlegt. Die der Jungen Garde zugewiesen gewesene 2. Kompanie der Mamelouks de la Garde impériale wurde in das Regiment eingegliedert.

### Armee der Hundert Tage
Nach der Rückkehr Napoléons von Elba verließ das Regiment unter seinem alten Namen Straßburg am 5. März und bezog Garnison in Neuf-Brisach. Eingegliedert wurden die 2. Kompanie der Mamelouks de la Garde sowie die 4. und die 8. Kompanie der „Chasseurs de jeune Garde“, was den Bestand auf 48 Offiziere, 703 Reiter und 451 Pferde brachte. Das Regiment wurde der 1. Brigade der 8. Kavalleriedivision zugeteilt. Am 18. Juni lag es bei Schlettstadt mit 30 Offizieren, 650 Reitern und 634 Pferden. Das Regiment war in der Schlacht bei Waterloo nicht eingesetzt, sondern stand mit der Armée du Rhin im Elsass und in der Pfalz, um die französische Ostgrenze zu schützen. Es kämpfte an der Queich und bei Gottesheim gegen die Bayern. Dann bei Oppenheim, bei Germersheim und an der Lauter.
Nach der zweiten Abdankung Napoléons wurde das „7e régiment de chasseurs à cheval“ durch königlichen Befehl am 16. Juli 1815 aufgelöst.

### Königliche Armee
Am 30. August 1815 erfolgte die Wiederaufstellung unter der Bezeichnung 7e régiment de chasseurs (Chasseurs de la Corrèze).

#### Einsatz in Spanien
- 1823:

Das Regiment war mit der 1., 2., 3. und 6. Escadron nach Spanien abgestellt und verließ Nevers am 31. Januar 1823. Am 26. Februar traf es in Dax ein und wurde nach Bayonne weitergeleitet, wo es in guter Verfassung eintraf. Zusammen mit dem 1er régiment de hussards bildete es die 1. Brigade der 2. Division des 1. Armeekorps. Am 9. April standen die Chasseurs im Gefecht bei San Sebastian. Am 3. November paradierte das 7e RCC in Madrid vor S.K.H. Monseigneur le Duc d’Angoulême. Am 10. Dezember marschierte das Regiment über Burgos nach Frankreich zurück, wo es am 26. Dezember in Commercy eintraf.
Während des Einsatzes in Spanien waren die 4. und die 5. Escadron im Depot in Limoges zurückgeblieben.

#### Belgische Revolution
Im Juni 1831 wurde die Einheit nach Sarreguemines und nach Metz verlegt. In Metz erhielt es seine neue Standarte und paradierte vor dem König. Das Regiment wurde von vier auf sechs Escadrons verstärkt. Im September erfolgte die Verlegung nach Maubeuge, wo mit dem 8e RCC eine Kavalleriebrigade in der „Armée du Nord“ gebildet wurde. Am 15. November wurde die belgische Grenze überschritten und über Mons in Richtung Antwerpen marschiert. Während der Belagerung der Festung führte das Regiment Aufklärungsaufgaben bis nach Bergen-op-Zoom durch.

#### Friedenszeit
Nach der Rückkehr nach Frankreich traf die Einheit über Lille 1833 wieder in Maubeuge ein. Im März wurde die 6. Escadron wieder aufgelöst, im April 1834 erfolgte die Verlegung nach Chartres und Châteaudun, im Mai 1835 nach Provins, im Oktober 1836 nach Poitiers. Von hier aus marschierte das Regiment zur „Division active des Pyrénées Orientales“ ab. Im Februar 1841 war das Regiment in Limoges, im November 1842 in Poitiers, im April 1843 in Beauvais und im Oktober 1845 in
Haguenau stationiert. Je eine Escadron war nach Wissembourg und nach Lauterbourg abgestellt. Im Jahre 1846 lag es in Belfort und der Festung Hüningen. 1846 erfolgte ein Einsatz bei Unruhen in Mülhausen. Das Revolutionsjahr 1848 ging an der Einheit ohne Problematik vorüber. Disziplin und Ordnung konnten aufrechterhalten werden. Am 10. November 1848 erfolgte die Verlegung nach Lille und Arras, sechs Monate später nach Tours.

### Zweite Republik
Nach einer großen Parade vor dem Präsidenten der Republik in Versailles, nach der dem Regiment ein gutes Aussehen bescheinigt wurde, verlegte die Einheit im Januar 1852 nach Compiègne. In den letzten Monaten des Jahres 1854 wurde wieder eine sechste Escadron aufgestellt. Es folgte die Stationierung in Thionville, Longwy und Montmédy.

### Zweites Kaiserreich

#### Krimkrieg
Zur Belagerung der Festung Bomarsund war ein Détachement des Regiments abgestellt. Dabei wurde der Chasseur Belet getötet und der Maréchal des logis Noël wegen hervorragenden Verhaltens zum Sous-lieutenant befördert.

#### Friedenszeit
Im Februar 1856 war das 7e RCC in Lyon stationiert, das Depot befand sich in Gray. Im Oktober 1857 erfolgte die Verlegung nach Tarascon, je eine Escadron wurde nach Marseille und Montpellier detachiert.

#### Eroberung von Algerien
1858 wurde die Einheit nach Algerien verschifft, wo es die Pferde des 7e régiment de hussards übernahm. Die Einheit wurde auf Algier, Blidah, Orléansville, Milianah und Sour El-Ghozlane verteilt.

#### Sardinischer Krieg
Einsatz in der Schlacht bei Magenta mit einem Gefallenen und neun Verwundeten. 13 Pferde waren tot, fünf verletzt. Am 7. Juni Einzug in Mailand. Am 8. Juni fungierte das Regiment als Vorhut, bewegte sich über Dressano, Pontigliane, Albignano, Calcio, Castiglione und traf am 24. Juni in Solferino ein.
Einsatz in der Schlacht bei Solferino. Ein Offizier und ein Reiter fielen, vier Offiziere und 15 Reiter wurden vermisst, ein höherer österreichischer Offizier konnte gefangen genommen und eine große Anzahl von Pferden erbeutet werden.
Das Regiment wurde dann nach Rom verlegt und am 3. November 1867 bei Mentana im Kampf gegen die Truppen von Giuseppe Garibaldi eingesetzt, der den Kirchenstaat erobern und in das vereinte Italien eingliedern wollte. Anfang August 1870 verlegte das Regiment nach Paris, das es am 18. August wieder verließ, um nach Rethel zu marschieren, das es am 25. August erreichte.

#### Deutsch-Französischer Krieg
Der Division von Général Vandœuvres im 12. Armeekorps zugeteilt, durchquerte das Regiment die Argonnen und traf am 28. August 1870 in Beaumont-en-Argonne ein. Am folgenden Tag wurde bei Mouzon die Maas überschritten und auf dem rechten Flussufer ein Biwak bezogen. Am nächsten Tag stand es in einem heftigen Gefecht bei Mouzon, in dem es seinen Tross an die Deutschen verlor.
Am 1. September war das Regiment auf dem Illy-Plateau eingesetzt, wo die Kavallerie sich vergeblich bemühte, das Umgehen des linken Flügels der Armee zu verhindern. Mehrere Angriffe brachten der Einheit große Verluste, die 1. Escadron und die 5. Escadron wurden komplett aufgerieben. Gegen 16:00 Uhr war das Regiment von der Hauptstreitmacht abgeschnitten. Um der Gefangennahme zu entgehen, überschritt die Einheit dann die belgische Grenze und kam in der Nacht bei Sécheval zurück nach Frankreich. Am 2. September befand sie sich in Rocroy. Von hier wurde sie nach Vervins weitergeschickt, um von dort per Bahntransport nach Versailles gebracht zu werden.

### Dritte Republik
Ab Versailles marschierte die Einheit nach Carcassonne, wo sie am 13. September ankam. Hier wurden vier neue Escadrons aufgestellt und nach Belfort in Marsch gesetzt. Das 7e RCC wurde dem 20. Armeekorps zugeteilt. Die Chasseurs waren in ein Gefecht bei Besançon verwickelt. Am 19. November erfolgte die Verlegung per Bahn nach Chagny (Saône-et-Loire). Am 24. November 1870 Einsatz im Gefecht bei Lorris und am 26. bei Ladon (Loiret). Nach der Besetzung von Orléans durch die Preußen musste sich die französische Armee zurückziehen, das Regiment marschierte über Bourges, Nevers und Decize nach Autun.

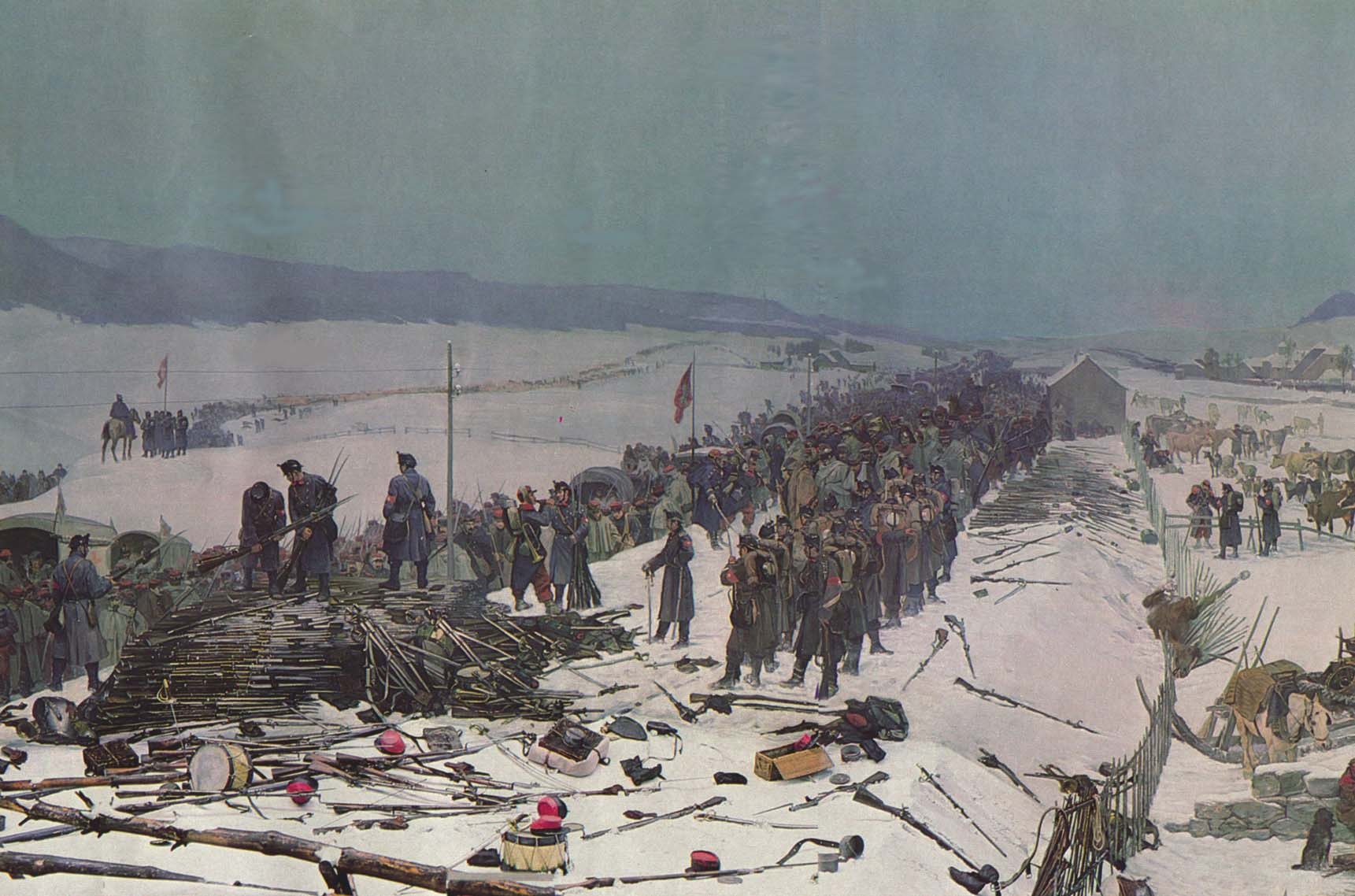
Internierung der „Armée de l’Est“ in der Schweiz

Am 5. Januar 1871 erfolgte die Kommandierung zur Armée de l’Est, die die Belagerung von Belfort aufbrechen sollte. Das Regiment deckte die Flanken der Armee im Norden und im Osten während des Marsches nach Héricourt und während des Rückzuges. Am 22. Januar befand es sich in Châtillon und am 23. Januar in Besançon, immer noch mit der Deckung des Rückzuges beschäftigt. Als die Armee auf Schweizer Gebiet übertrat, wurde das Regiment auseinandergerissen:
Die 2. Escadron folgte dem Général Clinchant (Kommandant der 1. Infanteriedivision) in das Schweizer Exil.
Der Regimentskommandant, der Regimentsstab, die 3. und 4. Escadron entkamen per Eisenbahn über Gex und Bellegarde (Gard) nach Carcassonne.
Die 5. Escadron konnte nach Bourg-en-Bresse entkommen und marschierte ebenfalls nach Carcassonne.
Wieder aufgefüllt, bestand das Regiment am 1. April 1871 aus vier Escadrons. Es gehörte zur „Armée de Versailles“ und erfüllte Überwachungs- und Aufklärungsaufgaben. Nach verschiedenen Gefechten mit den deutschen Vorposten zog es am 16. Juli in Paris ein und wurde zunächst dort stationiert. Während der Kämpfe mit der Pariser Kommune war es am 8. Mai an der Erstürmung von Fort d’Issy beteiligt. Am 27. September musste es aber die Stadt bereits wieder verlassen und verlegte nach Meaux, wo es bis März 1872 verbleiben sollte. Im November 1873 lag es in Lunéville und im Oktober 1877 in Rambouillet.

#### Feldzug in Tunesien
Am 3. April 1881 erhielt das Regiment den Befehl zur Mobilmachung von drei Escadrons. Das 11e régiment de chasseurs gab dazu 77 Mann und 164 Pferde ab, um die mobilgemachten Escadrons auf die Stärke von je 140 Mann zu Pferde und 10 Mann zu Fuß zu bringen. In Marseille eingeschifft, erfolgte die Entladung in Bône, wo die einzelnen Truppenteile am 13. und 14. April zusammengeführt wurden. Beim Abmarsch nach Souq Ahras bildete das Regiment mit dem 11e régiment de hussards und dem 3e régiment de chasseurs d’Afrique die Kavallerie der Kolonne von Général Logerot. Diese Truppe überquerte am 26. April die tunesische Grenze und erreichte am gleichen Tag El Kef, dann Souk el Arba und Sidi Béchir bei Tunis. Nach verschiedenen Operationen in der Gegend kehrte sie nach Souq Ahras zurück und blieb dort bis Ende Juli 1881. Die Escadrons des 7e RCC verließen Souq Ahras am 31. Juli und wurden per Bahn nach Manouba transportiert. Es folgten Kämpfe in der Gegend um Kairouan und Gabès. Im Jahre 1886 kehrte das Regiment nach Frankreich zurück und bezog Garnison in Moulins.

#### Erster Weltkrieg
Das 7e régiment de chasseurs à cheval lag in Sézanne und Sampigny in Garnison und gehörte 1914 zum 6. Armeekorps. Während des ganzen Krieges unterstand es der 5. Infanteriedivision.
- 1914:

Offensive in Belgien und Rückzug vom 5. August bis 5. September
Teilnahme an der Schlacht an der Marne und Kämpfe bis zum 24. Oktober
Operationen an der Yser vom 24. Oktober bis 4. Dezember
- 1914/1915:

Herbstschlacht in der Champagne und Stellungskämpfe vom 6. Dezember bis 10. Mai 1915
Operationen im Artois vom 12. Mai 1915 bis 25. Oktober 1915
- 1915/1916:

Winterkämpfe an der Somme vom 25. Oktober 1915 bis 25. März 1916
- 1916/1917:

Operationen vor Verdun und auf den Maashöhen vom 1. April 1916 bis zum März 1917
Operationen am Chemin-des-Dames vom März bis zum August 1917
- 1917/1918:

Operationen an der Somme, bei Mailly, Touraine und in der Champagne vom August 1917 bis April 1918
Schlacht an der Marne vom 20. Juni bis 25. August 1918
Operationen der 1. Escadron an der Vesle vom 4. September bis November 1918
Operationen der 3. Escadron an der Oise mit der 8. Infanteriedivision von Juni bis 8. September 1918
Operationen der 4. Escadron mit der 5. Infanteriedivision (Juni bis zum Waffenstillstand)

#### Zweiter Weltkrieg
Im Jahre 1939 lag das 7e régiment de chasseurs in Évreux in Garnison. Teilmotorisiert, gehörte es zu den Kavallerietruppen, die nicht den Divisionen zugeteilt waren.
Es wurde der „3e Groupement de Cavalerie“ (3. Kavalleriegruppierung) in Compiègne zugeteilt, zu der noch die 6e und 7e Groupe d’Automitrailleuses (Panzerwagengruppen) in Compiègne und Saint-Omer gehörten.
Die Groupement de Cavalerie bildete im Mobilisierungsfall die „Groupes de reconnaissance“ (Aufklärungsgruppen), das 7e régiment de chasseurs bildete sechs solcher Gruppen:
- 2e groupe de reconnaissance de corps d’armée (2e GRCA)
- 6e groupe de reconnaissance de corps d’armée (6e GRCA)
- 1er groupe de reconnaissance de division d’infanterie (1er GRDI)
- 15e groupe de reconnaissance de division d’infanterie (15e GRDI)
- 66e groupe de reconnaissance de division d’infanterie (66e GRDI)
- 73e groupe de reconnaissance de division d’infanterie (73e GRDI)

## Standarte
Auf der Rückseite der Regimentsfahne sind (seit Napoleonischer Zeit) in goldenen Lettern die Feldzüge und Schlachten aufgeführt, an denen das Regiment ruhmvoll teilgenommen hat.

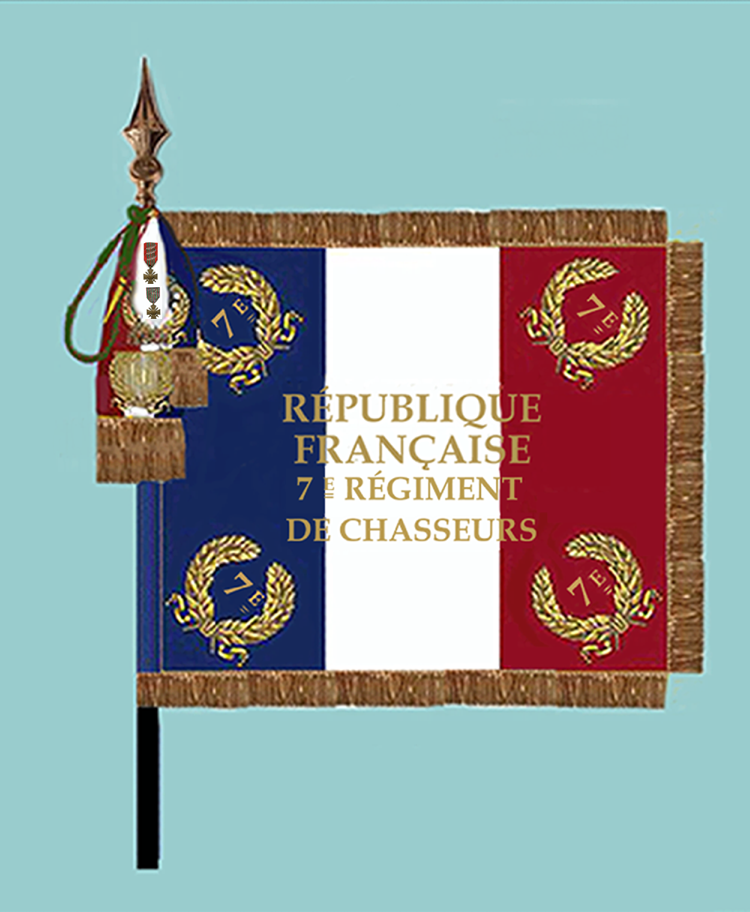
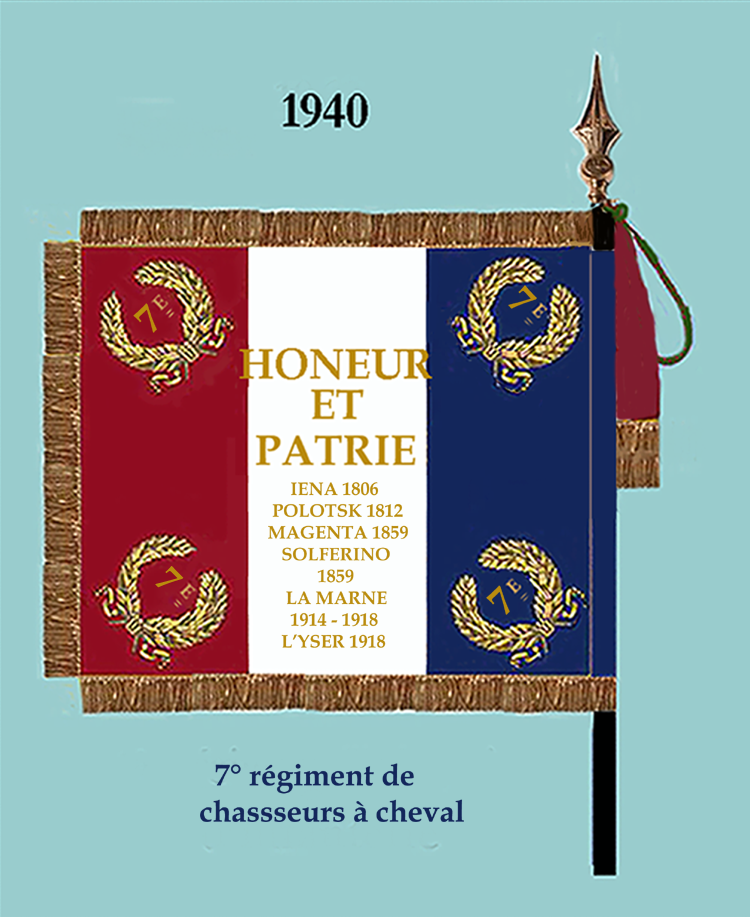

## Auszeichnungen
Das Fahnenband ist dekoriert mit
- dem Croix de guerre 1914–1918 mit einem bronzenen Stern für eine lobende Erwähnung im Brigadebericht
- dem Croix de Guerre 1939–1945 mit drei Palmenzweigen für drei lobende Erwähnungen im Armeebericht
- der Goldmedaille der Stadt Mailand
- der Fourragère des Croix de guerre 1914–1918 mit der Olive in den Farben des Croix de guerre 1939–1945

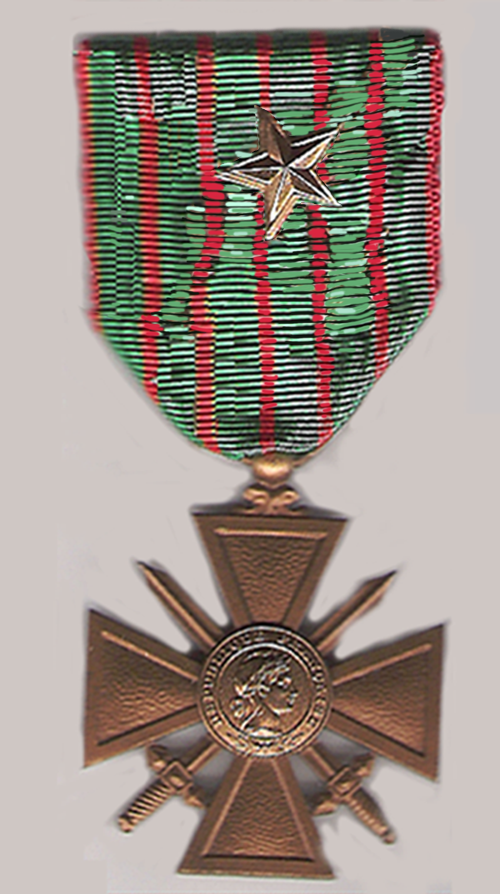
Croix de guerre 1914–1918 mit einem Bronzestern
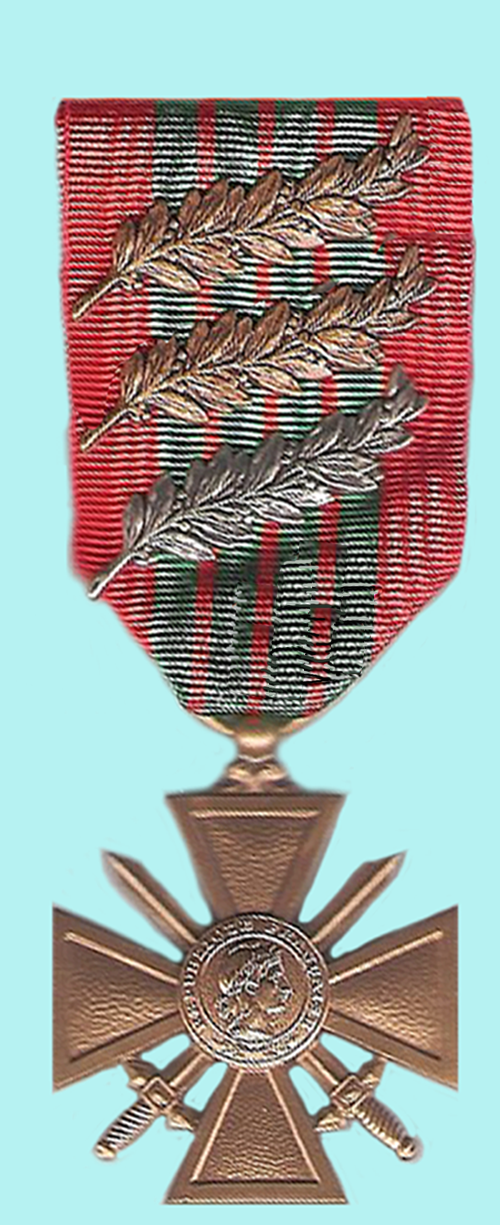
Croix de guerre 1939–1945 mit drei Palmenzweigen
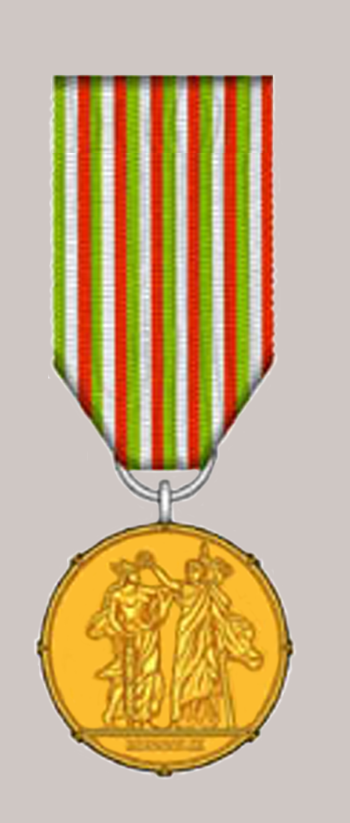
Goldmedaille der Stadt Mailand

## Sonstiges
Der Jahressold der Offiziere betrug im Jahre 1763:
Colonel: 4500 Livres
Colonel-lieutenant: 3600 Livres
Major (kein Dienstgrad, sondern eine Dienststellung): 2800 Livres
Capitaine: 1800 Livres
Lieutenant: 800 Livres
Sous-lieutenant: 500 Livres